# Zgoščevalna funkcija
Zgoščevalna funkcija (hash function) je algoritem, ki dobi kot vhod poljubno dolgo sporočilo, kot izhod pa vrne fiksno dolgo binarno vrednost (hash value). Uporabljamo jo za preoblikovanje poljubno dolgih vhodnih sporočil v izhodne vrednosti dolžine 128 bitov. 
Pomembnost te funkcije je, da je nepovratna ali enosmerna, to pomeni, da je nemogoče najti vhodno sporočilo, če poznamo izhodno vrednost. Prav tako je nemogoče najdi dve vhodni sporočili, ki bi ob izhodu tvorili enaka rezultata. Najpogostejši algoritmi so MD4, MD5, SHA-1, itd.